# Carlota Vargas Garza
Carlota Guadalupe Vargas Garza es una política mexicana, miembro del Partido Revolucionario Institucional. Ha sido en tres ocasiones diputada federal, en dos diputada al Congreso de Nuevo León y Presidente de la Cámara de Diputados de México de 1994 a 1995.

## Reseña biográfica
Carlota Vargas Garza, también referida en ocasiones por su nombre de casada, Carlota Vargas de Montemayor, tiene dos maestrías Economía, una por la Universidad Veracruzana y otra por el Instituto Tecnológico y de Estudios Superiores de Monterrey,
Inició su carrera política al ser designada en 1973 Oficial Mayor del gobierno de Nuevo León por el gobernador Pedro Zorrilla Martínez. En 1976 fue elegida por primera ocasión diputada federal en representación del I Distrito Electoral Federal de Nuevo León a la L Legislatura que concluyó en 1979, al terminar este cargo, el gobernador Alfonso Martínez Domínguez la nombró Secretaria de Desarrollo Económico de Nuevo León, permaneciendo en dicho cargo hasta 1982, cuando fue elegida nuevamente diputada federal esta vez por el III Distrito Electoral Federal de Nuevo León a la LII Legislatura que finalizó en 1985.
En 1988 fue a su vez electa diputada al Congreso de Nuevo León a la LXV Legislatura de ese año a 1991 en que el gobernador Sócrates Rizzo la nombró Secretaria de Administración y Presupuesto del estado, renunció al cargo en 1994 en que fue elegida por tercera ocasión diputada federal, en esta ocasión a la LVI Legislatura y por segunda ocasión por el III Distrito Electoral Federal de Nuevo León, concluyendo en 1997, en esta ocasión fue elegida presidente de la Cámara de Diputados para el mes de diciembre de 1994, correspondiéndole el 1 de diciembre de ese año tomar protesta como presidente de México a Ernesto Zedillo Ponce de León; después de dedicarse durante algunos años al ejercicio particular de su profesión, en 2003 fue elegida primera regidora del ayuntamiento de Monterrey, y en 2006 volvió como diputada al Congreso de Nuevo León a la LXXI Legislatura que finalizó en 2009.